# 安倍高貞
安倍 高貞（あべ の たかさだ、生没年不詳）は、平安時代前期の貴族。姓は朝臣。官位は従五位下・能登守。

## 経歴
貞観元年（859年）清和天皇の大嘗会に際して御禊後次第司判官に任ぜられる（この時の官位は兵部少丞正七位下）。民部大丞を経て、貞観11年（869年）巡爵により従五位下・能登守に叙任された。

## 官歴
『日本三代実録』による。
- 時期不詳：正七位下。兵部少丞
- 貞観元年（859年） 9月21日：大嘗会御禊後次第司判官
- 時期不詳：民部大丞
- 貞観11年（869年） 正月7日：従五位下。正月13日：能登守